# Wilhelm Hein (Orientalist)
Wilhelm Hein (* 7. Jänner 1861 in Wien, Österreich-Ungarn; † 19. November 1903 ebenda) war ein österreichischer Sprachforscher, Volkskundler, Orientalist und Ethnograph.

## Leben
Gemeinsam mit Michael Haberlandt, mit dem er in der anthropologisch-ethnographischen Abteilung des Naturhistorischen Museums arbeitete, gründete er 1894 den Verein für Volkskunde, 1895 die Zeitschrift für österreichische Volkskunde sowie im selben Jahr das Museum für Volkskunde in Wien. 1901–02 unternahm er eine Forschungsreise nach Südarabien und in den Jemen. Die dort in Feldforschung erhobenen Materialien wurden zur Grundlage seiner wichtigsten Publikation über Mehri- und Hadrami-Texte.
Im Jahr 1903 wurde in Wien-Floridsdorf (21. Bezirk) die Heingasse nach ihm benannt.

## Schriften
- 1894:	„Tänze und Volksschauspiele in Tirol und Salzburg“, in: Mitteilungen der Anthropologischen Gesellschaft Wien, Bd. 24 (Der neuen Folge 12. Bd.), Wien 1894, S. 45–48.[1]
- 1896: (mit Anderen): Ethnographische Beiträge. (Festgabe zur Feier des 70sten Geburtstages von Prof. Ad. Bastian) (= Internationales Archiv für Ethnographie. Bd. 9, Supplement, ZDB-ID 543222-4). Brill, Leiden 1896.
- 1903: Ein Beitrag zur Statistik Südarabiens: (Tabellen zur Statistik von Gischin im Mahralande), [Wien] 1903.
- 1909: Mehri- und Ḥaḍrami-Texte. Gesammelt im Jahr 1902 in Gischin (= Südarabische Expedition. Nr. 9). Bearbeitet und herausgegeben von Dav. Heinr. Müller Hölder, Wien 1909.